# Treaty House

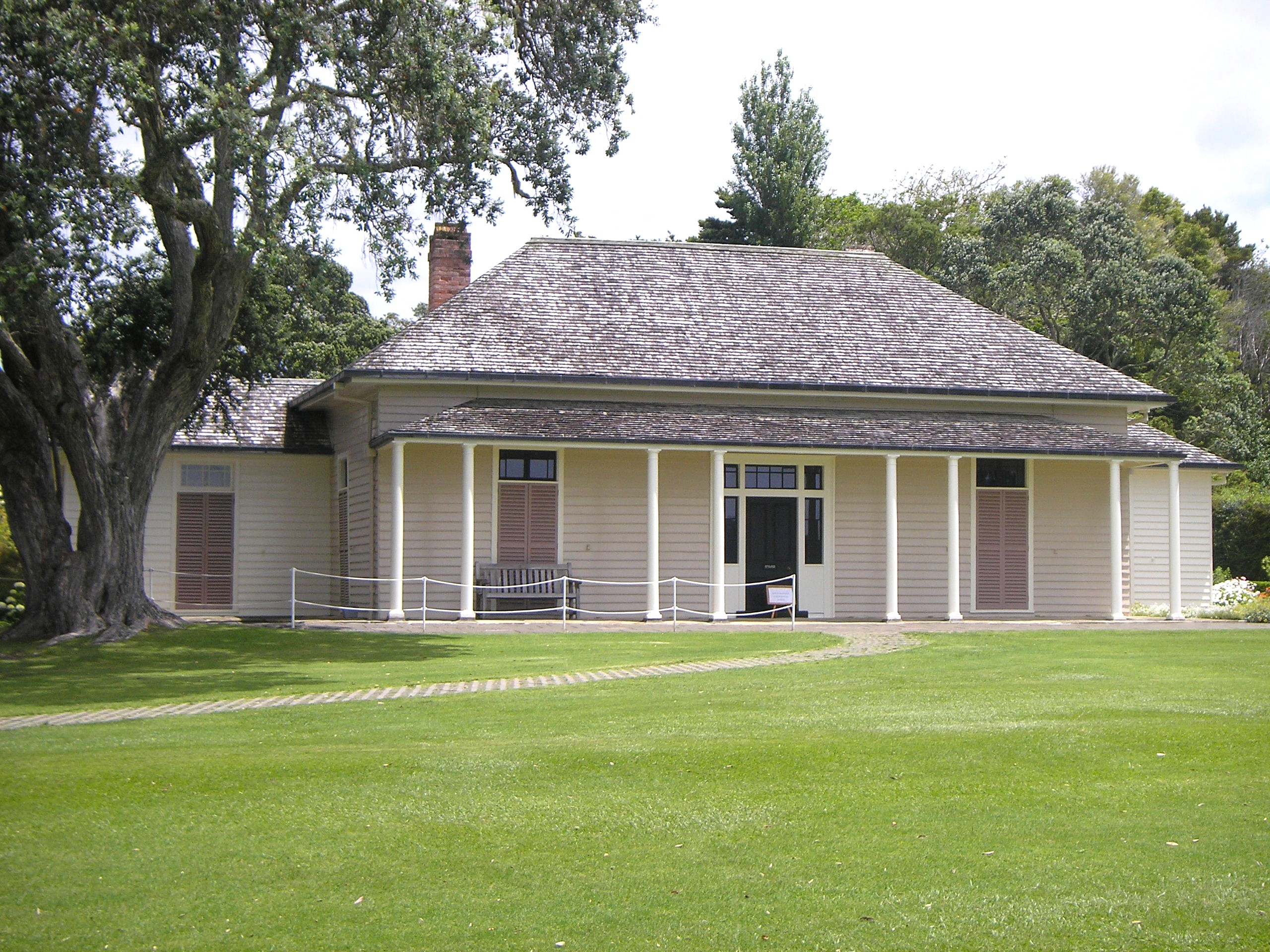
Treaty House, Gartenseite

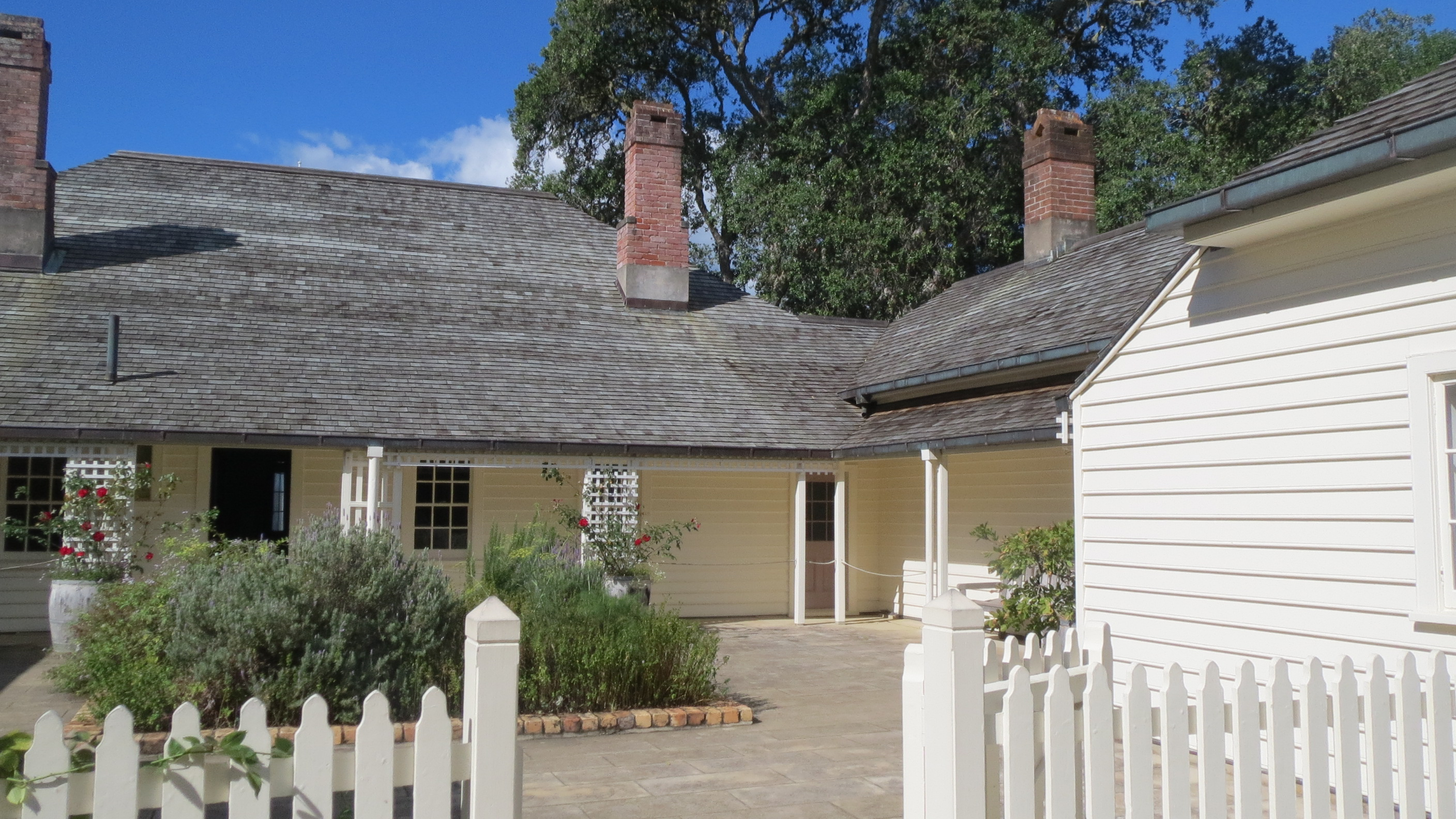
Hofseite

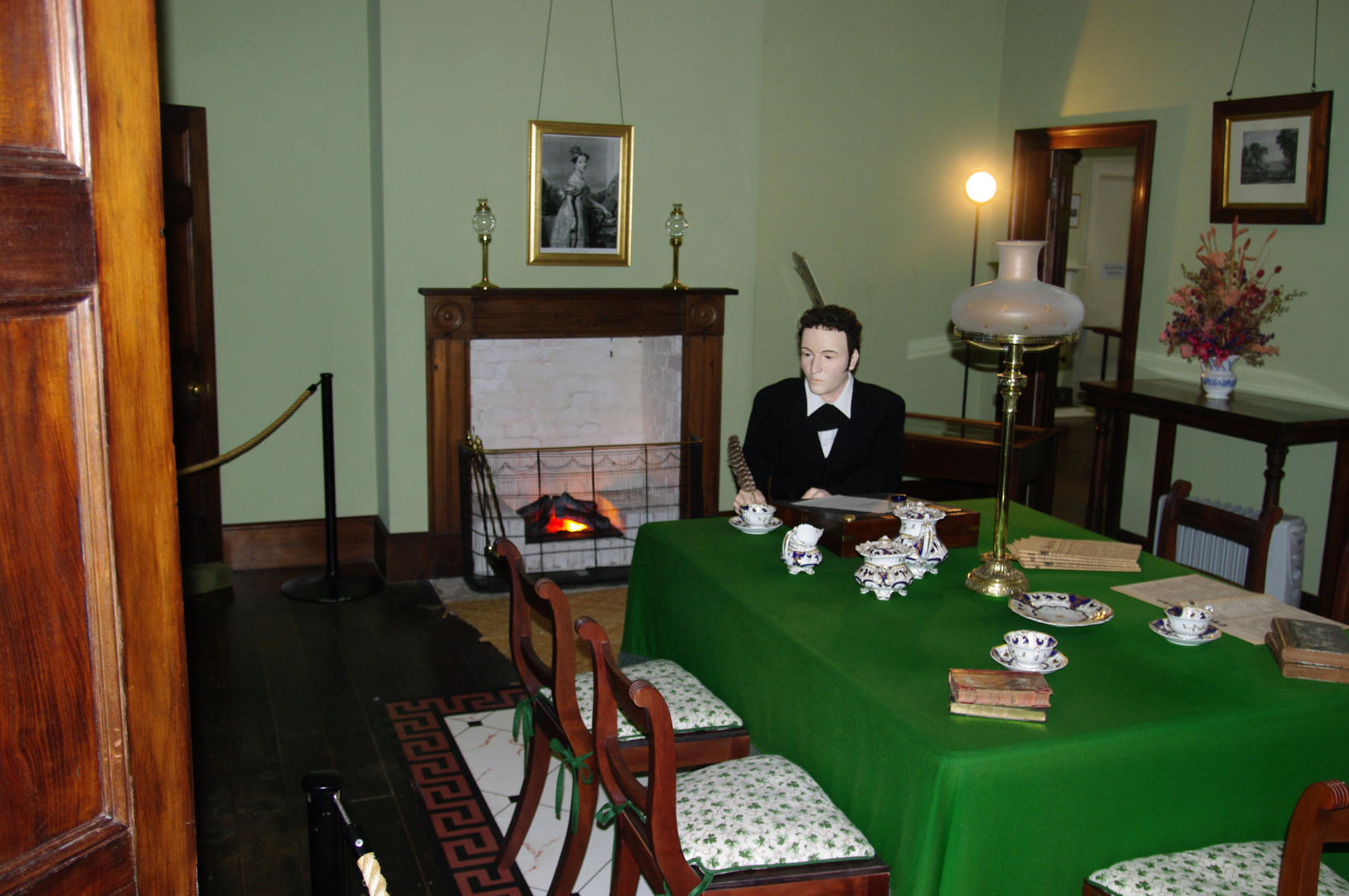
Nachempfundene Innenausstattung im Haus

Das Treaty House ist ein Gebäude in Waitangi auf der Nordinsel Neuseelands. Es war das Haus des britischen Residenten in Neuseeland James Busby. 1835 wurde hier die Unabhängigkeitserklärung Neuseelands, die Neuseeland als eigenständige Kolonie etablierte, unterzeichnet. Bekannter ist es für den auf dem Gelände am 6. Februar 1840 unterzeichneten Vertrag von Waitangi.
Haus und Grund blieben bis 1932 Privatbesitz, als Generalgouverneur Viscount Bledisloe es kaufte und der Nation schenkte. 1934 wurden sie in einer von tausenden Menschen besuchten Zeremonie zur National Reserve ernannt. Unter den Besuchern waren Māori, darunter der Māori-König und Pākehā. Eine weitere große Veranstaltung fand 1940 anlässlich des 100-jährigen Jubiläums des Vertrages statt. Seit 1947 finden auf dem Gelände jährlich die Feierlichkeiten zum Waitangi Day statt.

## Geschichte
Das Treaty House wurde 1833/34 für Busby und seine Familie erbaut. Der Entwurf stammt von dem australischen Architekten John Verge. Da die veranschlagten Baukosten von fast 600 Pfund zu hoch erschienen, strich der Kolonialarchitekt Ambrose Hallen den hinteren Teil des Gebäudes und reduzierte damit die Kosten auf geschätzte 278 Pfund. Neben vor Ort gekauften Latten und Schindeln aus Kauri wurde Hartholz aus dem australischen New South Wales verwendet, wo es vorgefertigt wurde. Das Material wurde auf dem Schoner New Zealander nach Paihia verschifft und von Māori in Kanus nach Waitangi gebracht. Dort wurde das Bauwerk von europäischen Arbeitern errichtet, was nach Lohnabrechnungen mindestens 566 Tage in Anspruch nahm.
Es ist eines der ältesten erhaltenen Gebäude Neuseelands. Es bestand ursprünglich aus zwei Haupträumen, einem Nebenraum Flur, Veranda und einem separaten Nebengebäude mit Küche und Räumen für das Personal. Busby sah das Haus als zu klein für seinen Status an, für das Neuseeland der 1830er war es aber schon ein großes Haus. In den 1830ern und 1840ern wurde es mit einem Anbau auf der Rückseite und zwei Flügeln am Hof erweitert.
Busby starb 1871. 1882 verkaufte die Familie Busby den Besitz an einen Farmer. Zumindest einige Jahre wurde es für landwirtschaftliche Zwecke genutzt, so zur Schafschur und als Lagerraum für Heu. Es verfiel zunehmend. Um 1900 wurde es für Wohnzwecke hergerichtet, der Nordflügel abgerissen und die Veranda wieder aufgebaut. 1932 kaufte der damalige neuseeländische Gouverneur Bledisloe das Gelände und gab ihm den heutigen Namen „Treaty House“. Das Haus wurde unter dem Architekten W. H. Gummer restauriert. Dies war eine der ersten größeren Restaurierungen eines historischen Gebäudes durch den Staat in Neuseeland. Der Nordflügel wurde neu aufgebaut, dafür wurde der Südflügel durch Ausstellungsräume ersetzt. In Vorbereitung des 150-jährigen Jubiläums der Vertragsunterzeichnung 1990 wurde das Haus mehr an den Zustand im Jahre 1840 angepasst.
Das Haus ist vom New Zealand Historic Places Trust seit dem 23. Juni 1983 als Historic Place Category I gelistet. Damit war es das sechste Baudenkmal, das in Neuseeland registriert wurde. Es ist heute ein dem Vertrag von Waitangi und dem Leben im Haus Mitte des 19. Jahrhunderts gewidmetes Museum. Auf dem Gelände steht unter einer Überdachung ein mit Schnitzereien verziertes Whare Runanga (Versammlungshaus) und das große Waka Taua (Kriegskanu) Ngā Toki Matawhaorua, beide wurden anlässlich des Jubiläums 1940 gebaut. Ein Flaggenmast steht an dem Ort, wo der Vertrag von Waintangi unterzeichnet wurde. Der ursprüngliche Mast wurde von der neuseeländischen Division der Royal Navy 1934 errichtet. Das Waitangi Treaty Monument befindet sich in der Nähe, es wurde 1880–1881 erbaut und ist ebenfalls ein Baudenkmal der Kategorie 1.

## Fotogalerie

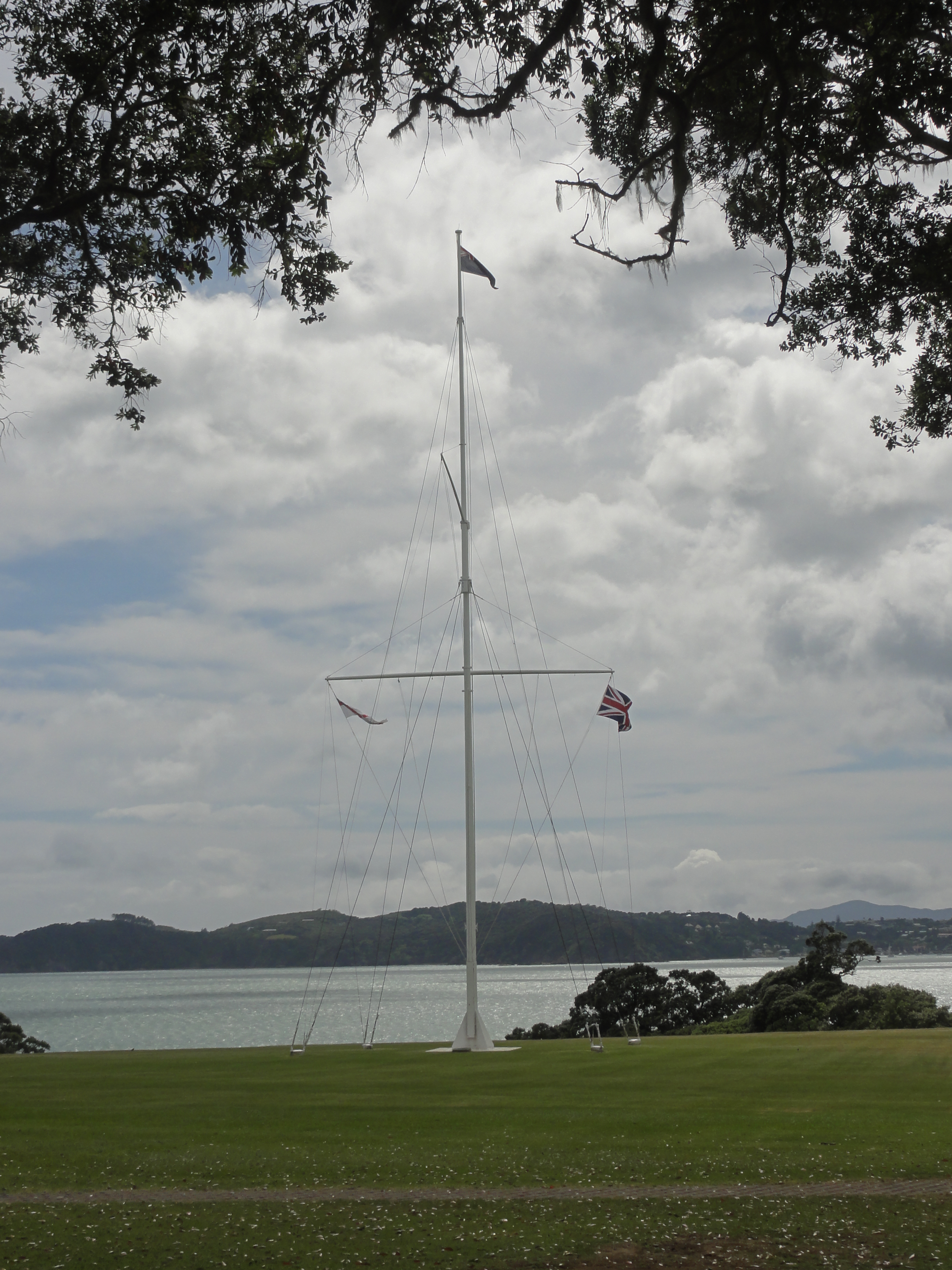
Flaggenmast
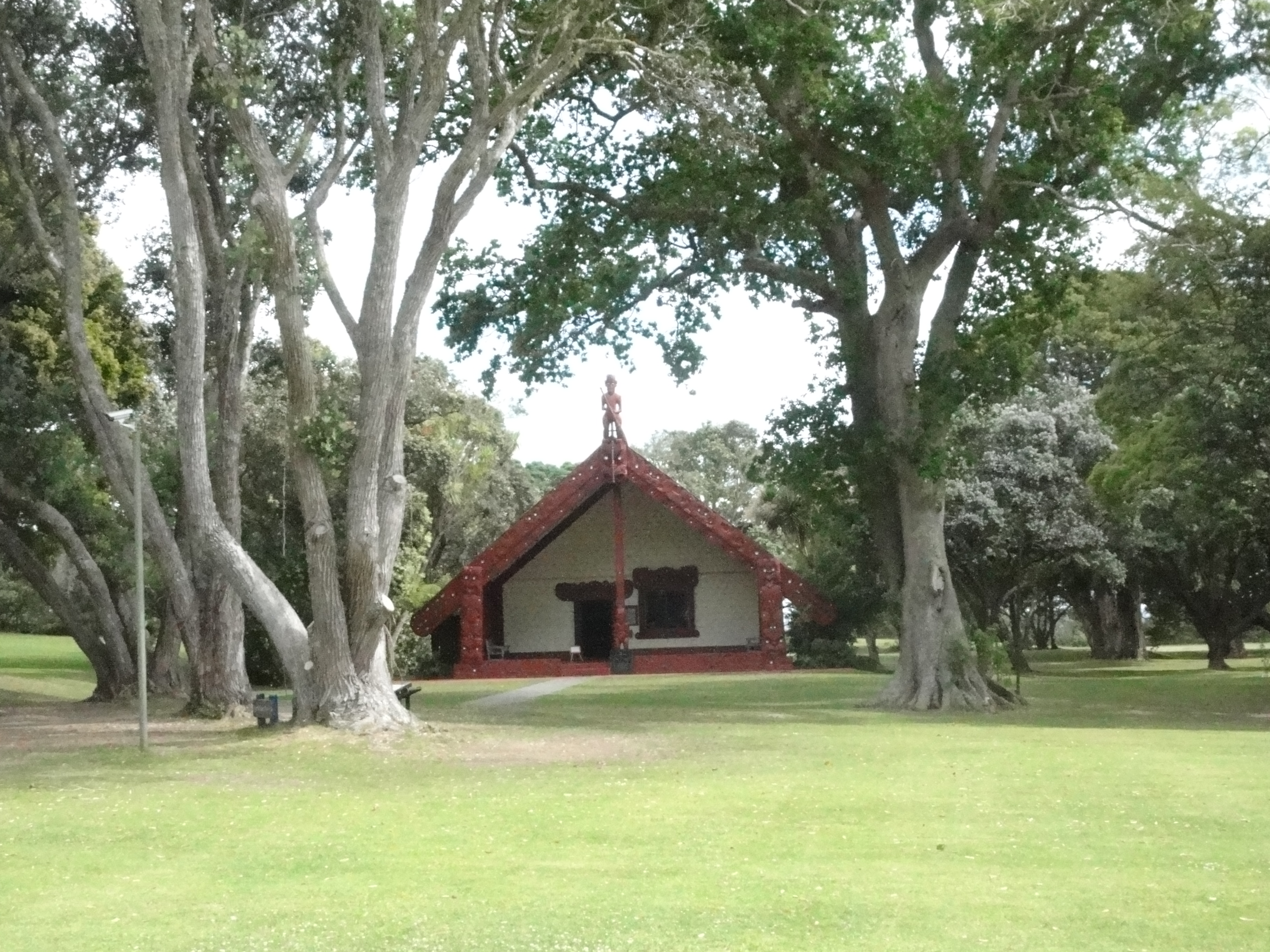
Whare
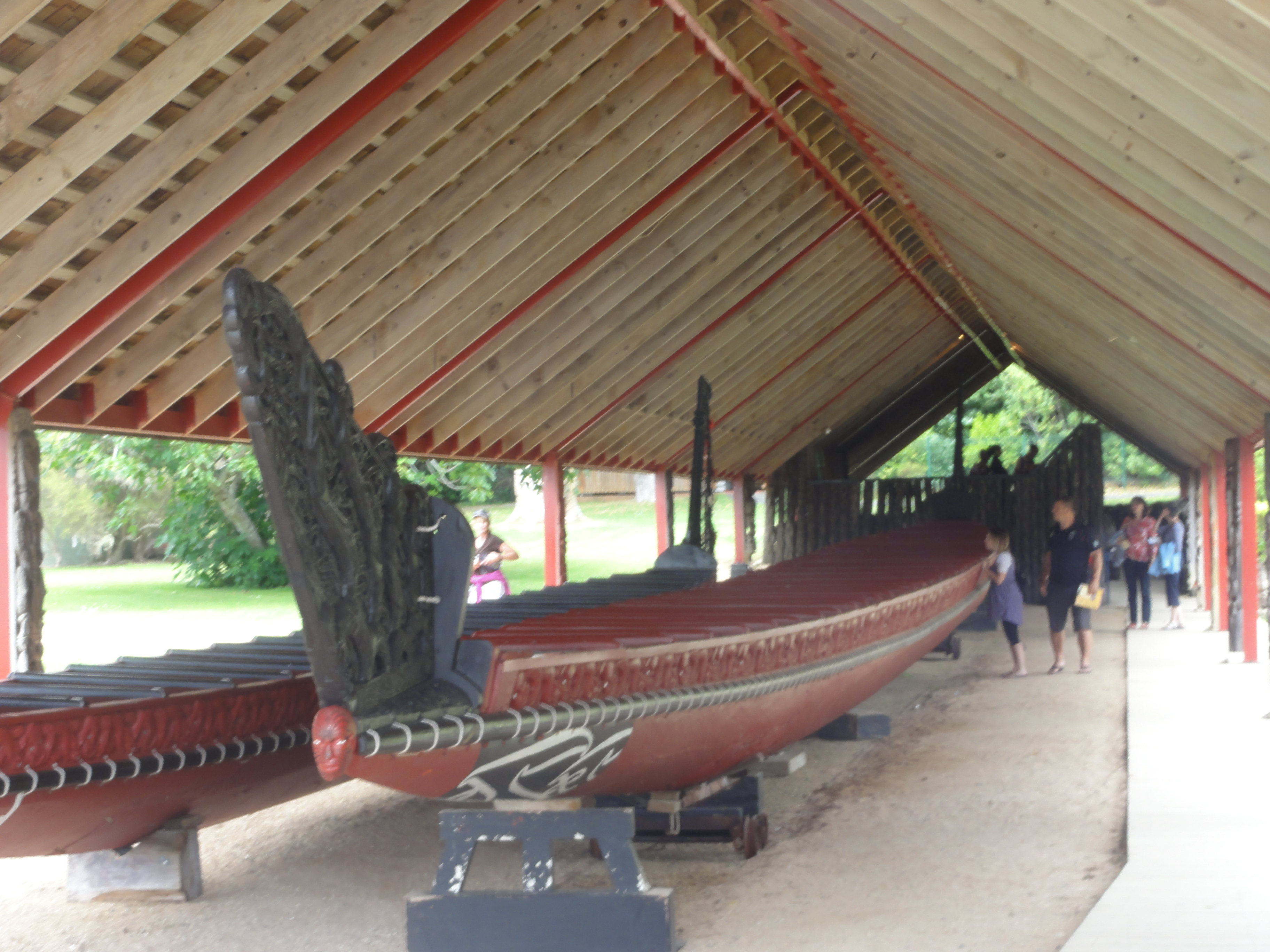
Kriegskanu
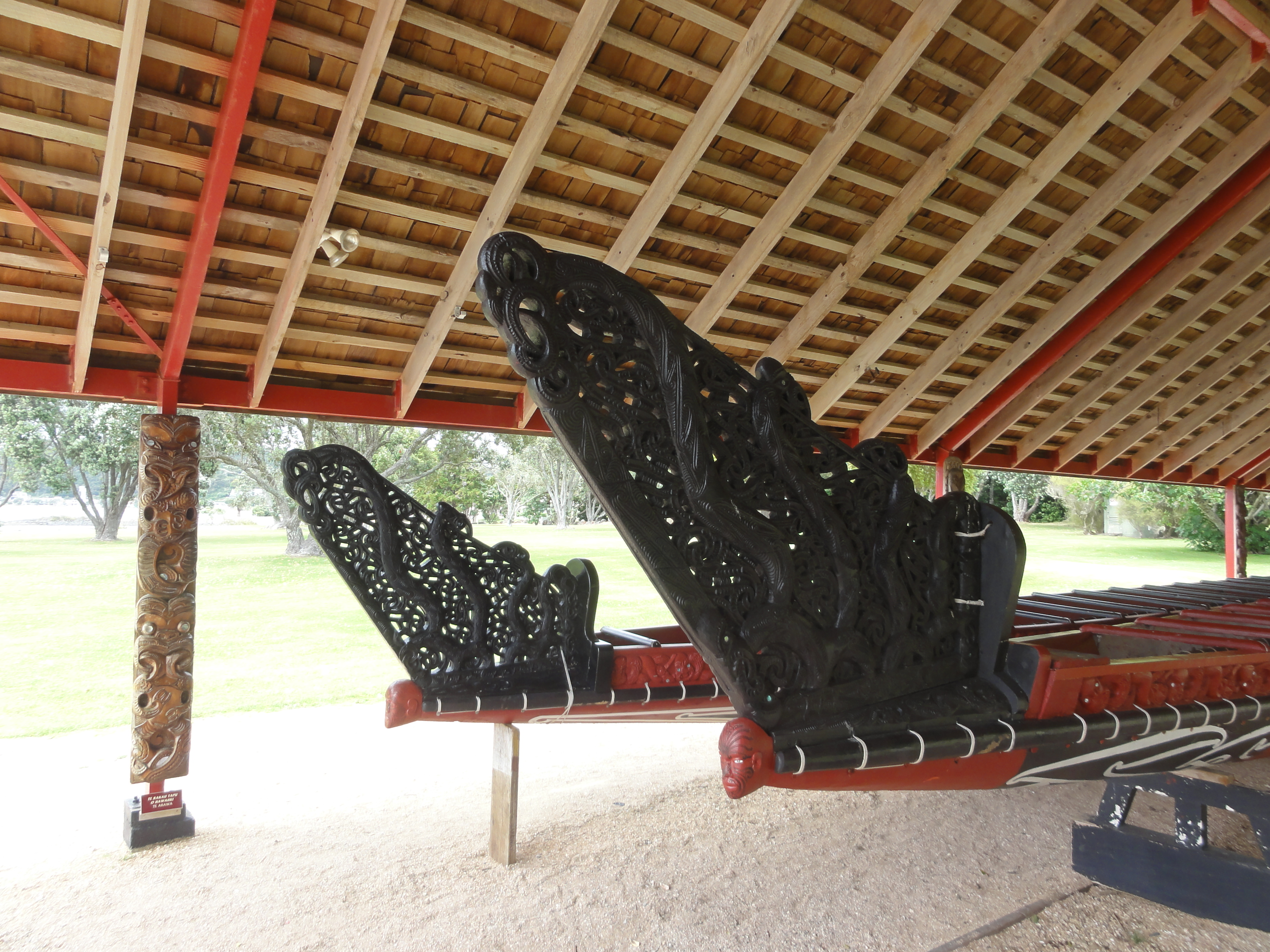
Kriegskanu, Detail des Buges
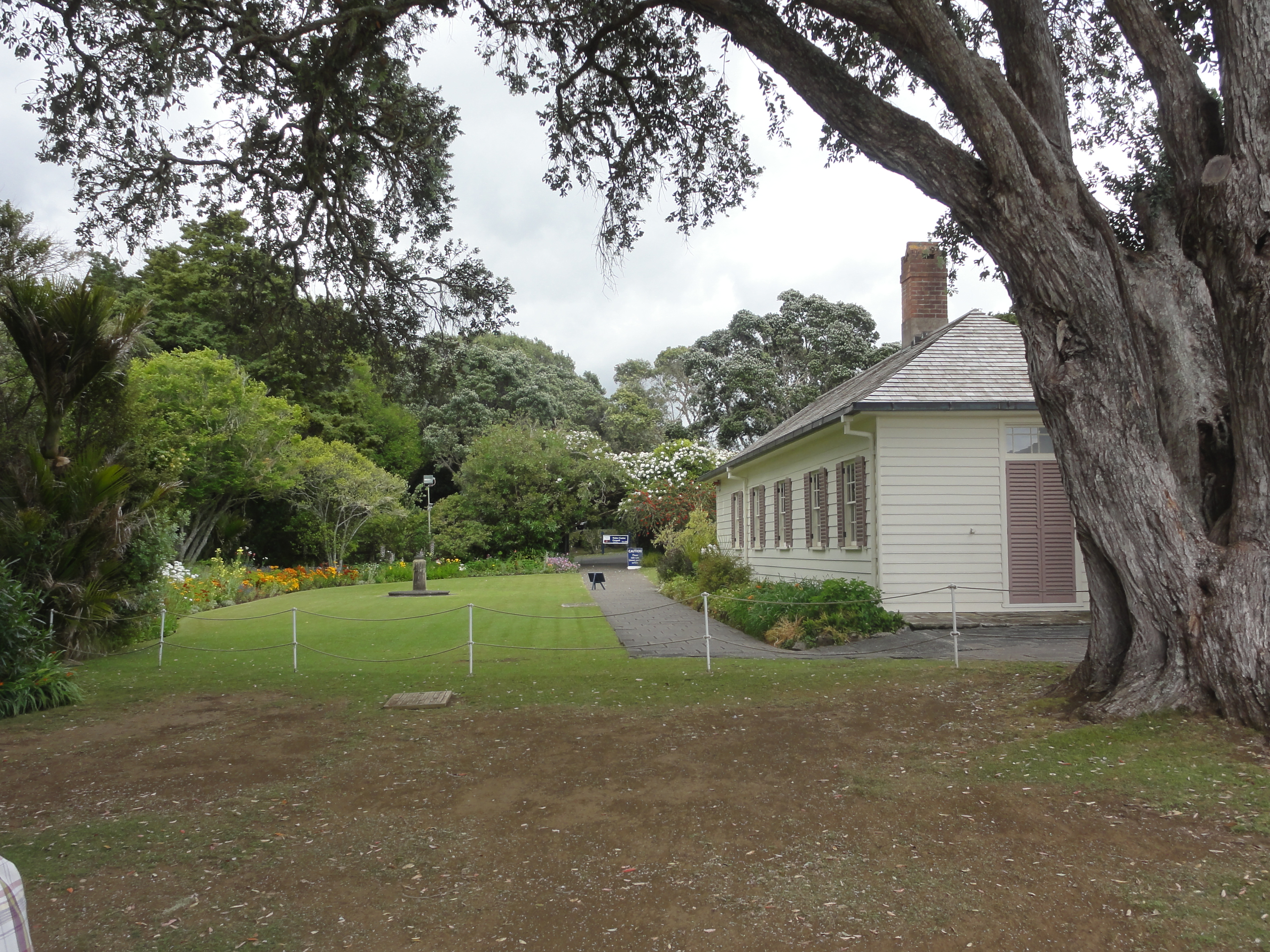
Seite des Gebäudes, vom Garten gesehen
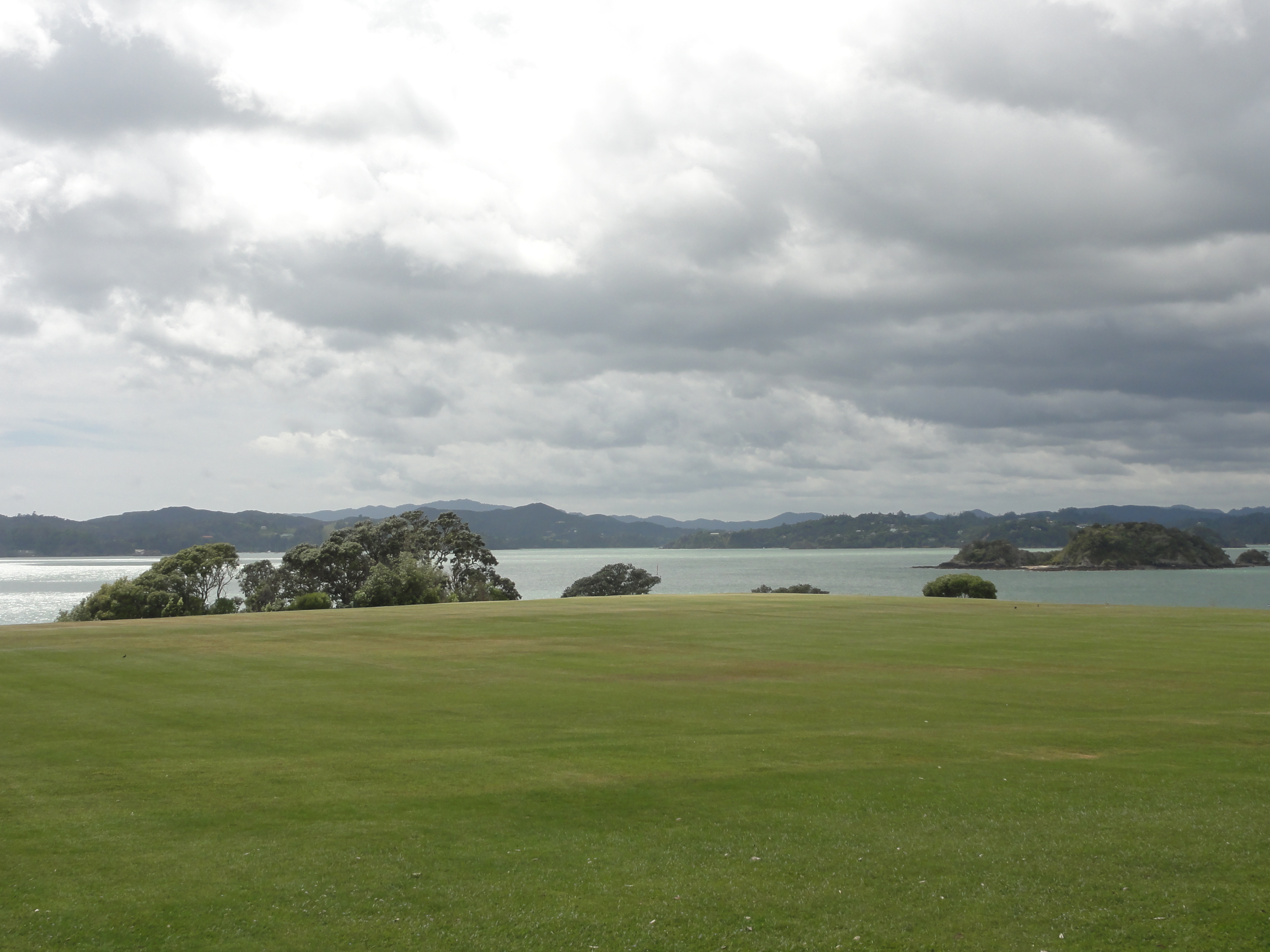
Blick vom Garten Richtung Russell